# Gieselwerder
Gieselwerder is een dorp in de gemeente Wesertal in de Duitse deelstaat Hessen.
Gieselwerder fuseerde op 1 februari 1971 met Arenborn, Gewissenruh, Gottstreu, Heisebeck en Oedelsheim tot de gemeente Oberweser, die op 1 januari 2020 fuseerde met de gemeente Wahlsburg tot de gemeente Wesertal, waarvan Gieselwerder de hoofdplaats werd.
Arenborn · Gewissenruh · Gieselwerder · Gottstreu · Heisebeck · Lippoldsberg · Oedelsheim · Vernawahlshausen